# Romany Gilmour
Romany Gilmour (21 april 2002) is een Britse muzikante, zangeres en harpiste. Ze is de dochter van de bekende Pink Floyd-gitarist David Gilmour en schrijfster/journaliste Polly Samson. Romany kreeg voor het eerst bredere publieke belangstelling toen ze samen met haar familie optrad tijdens ‘concerten’ vanuit hun huis (Von Trapped Series), met name tijdens de COVID-19-pandemie in 2020.

## Carrière
Romany speelt harp, gitaar en zingt, ze is een muzikaal multitalent. Haar heldere stem en muzikale gevoel trokken al snel de aandacht van fans van Pink Floyd en daarbuiten.
In 2023/2024 werkte ze mee aan haar vaders soloproject Luck and Strange. Romany is duidelijk te horen op de nieuwe plaat. Zo zingt ze verschillende nummers en is ze te horen op een harp. Vooral tijdens het nummer Between two Points is ze duidelijk te horen. Het nummer is een cover van het gelijknamige nummer van The Montgolfier Brothers. Romany was ook prominent aanwezig op haar vaders nieuwe tournee (The Luck and Strange Tour). Ze zong en speelde harp.

## Persoonlijk leven
Romany groeide op in een artistiek gezin en woont in het Verenigd Koninkrijk. Naast muziek heeft ze interesse in literatuur en beeldende kunst, mede beïnvloed door haar moeder Polly Samson, een succesvolle schrijfster en voormalig tekstschrijfster voor Pink Floyd.